# Santoche
Santoche är en kommun i departementet Doubs i regionen Bourgogne-Franche-Comté i östra Frankrike. Kommunen ligger i kantonen Clerval som tillhör arrondissementet Montbéliard. År 2014 hade Santoche 87 invånare.

## Befolkningsutveckling
Antalet invånare i kommunen Santoche
Referens:INSEE